# Hepatica
Pour les articles homonymes, voir Hépatique.
Genre
Classification APG II (2003)
Hepatica (en français les hépatiques) est un genre de plantes herbacées de la famille des Ranunculaceae. Leur nom provient de la forme de leurs feuilles, qui rappelle vaguement les lobes du foie. Les dix espèces répertoriées dans le genre habitent toutes des forêts feuillues des zones froides de l'hémisphère nord.

## Liste d'espèces
Selon Mabuchi et al. (2005) :
- Groupe des espèces à feuilles crénelées :
  - Hepatica falconeri (Thomson) Juz. — Pakistan
  - Hepatica henryi Steward — Chine de l'ouest
  - Hepatica yamatutai Nakai — Chine de l'ouest
  - Hepatica transsilvanica Fuss — Roumanie
- Groupe des espèces aux lobes foliaires entiers :
  - Hepatica nobilis Schreb. — Europe et Japon - syn. : Anemone hepatica L., l'anémone hépatique
  - Hepatica asiatica Nakai — Chine orientale, Corée, Russie orientale
  - Hepatica insularis Nakai — Corée
  - Hepatica americana (DC) Ker Gawl — Amérique du Nord (est)
  - Hepatica acutiloba DC — Amérique du Nord (est)
  - Hepatica maxima (Nakai) Nakai — Ulleung-do (Corée du Sud)

Selon ITIS :
- Hepatica nobilis Schreb. non valide

## Description

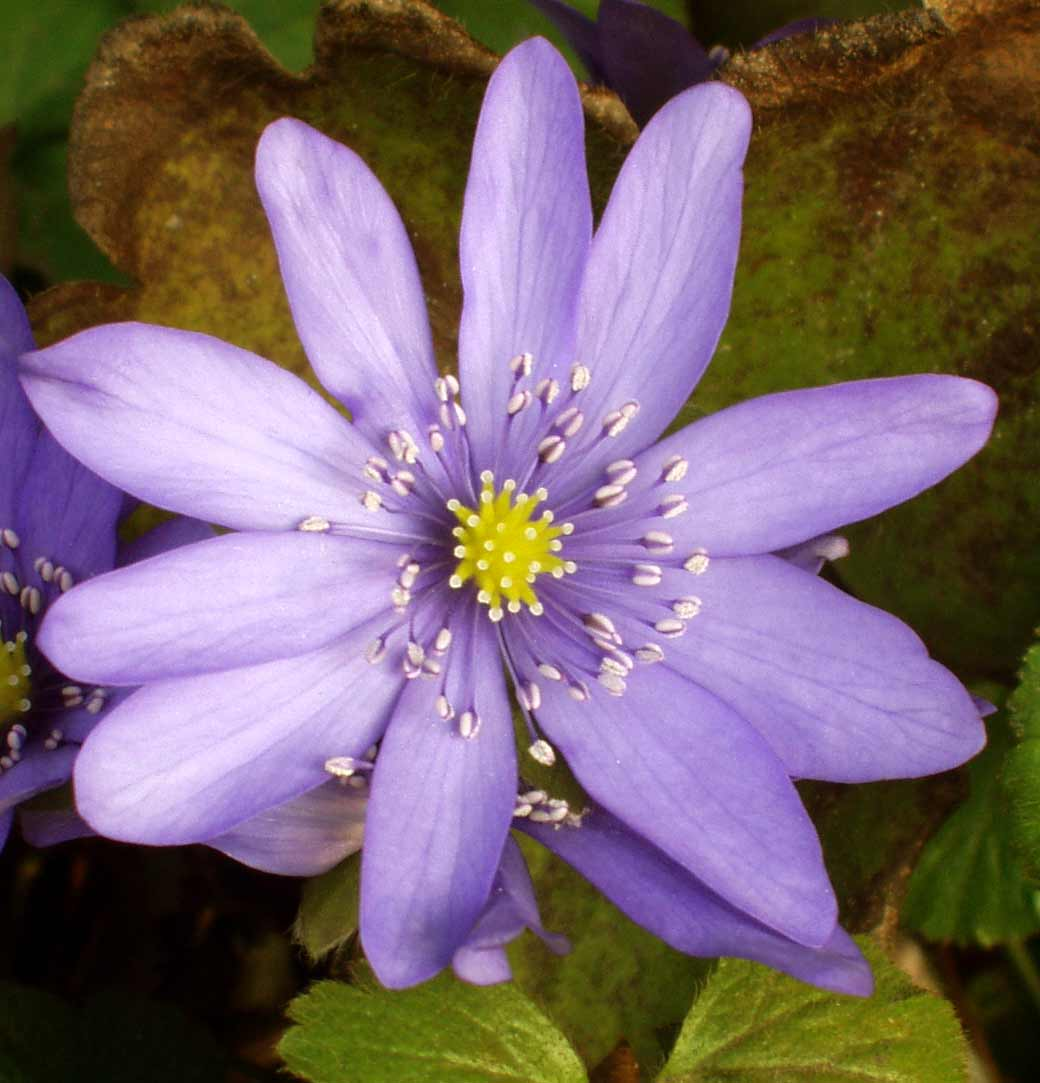
Hepatica transsilvanica.

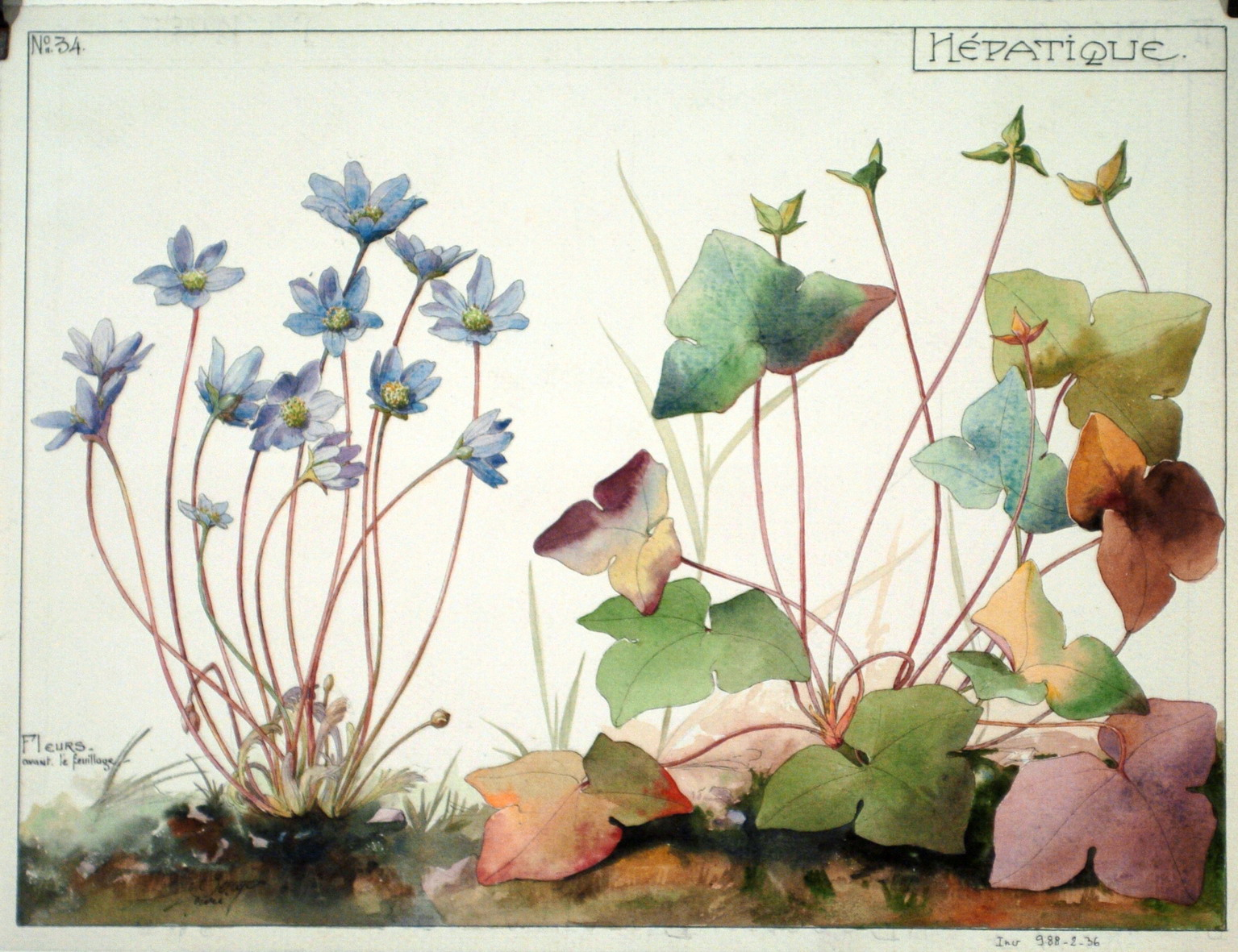
Etude d'hépatique, Henri Bergé, début du XXe siècle, Musée de l'Ecole de Nancy.

Connue pour sa tolérance aux sols calcaires alcalins, Hepatica est présente dans de nombreux biotopes. Elle est aussi bien présente dans des zones ombragées par des arbres que dans des prairies en plein soleil. Elle pousse également dans des sols sablonneux ou riches en argile associés à des roches calcaires. Hepatica requiert des sols humides et des précipitations hivernales neigeuses. La couche de protection neigeuse protège en effet mieux cette plante précoce des gelées hivernales.
Hepatica atteint une taille d’environ 10 cm et est garnie de fleurs hermaphrodites de février à mai. Les feuilles sont vert sombre et disposent de trois lobes. Les fleurs, qui poussent seules au bout de tiges duvetées, sont blanches, mauves, violacées ou roses. Les papillons, les mouches ainsi que d’autres insectes participent à la pollinisation des fleurs.
Bien que cette fleur soit toxique à fortes doses, les feuilles et les fleurs peuvent être utilisées à faibles doses grâce à leurs propriétés astringente, émolliente et diurétique,.

## Histoire
Dans l'Antiquité et le Moyen Âge, les plantes étaient nommées et classées selon leur utilité, en particulier leurs propriétés médicinales et indications. Un herbier d'Otto Brunfels imprimé en 1530 rassemble dans un même chapitre une hépatique noble (Ranunculaceae) et une hépatique à thalle (Marchantiophyta) dont les feuilles et les thalles évoquaient les lobes du foie (en latin hépar), ce qui laissait supposer un pouvoir sur les maladies hépatiques. La théorie des signatures s'est répandue au Moyen Âge en Europe depuis la Chine. Les pouvoirs thérapeutiques des Hépatiques n'ont pas été confirmés.

## Langage des fleurs
Dans le langage des fleurs, l'hépatique symbolise la confiance.